# Il Fatto
Il Fatto è stato un programma televisivo italiano di genere talk show condotto dal giornalista Enzo Biagi, andato in onda tra il 1995 e il 2002 nell'access prime time di Rai 1.

## Il programma
In onda dal 23 gennaio 1995  fino alla sua chiusura  il 31 maggio 2002, per un totale di 845 puntate. Andava in onda dal lunedì al venerdì alle 20:30, poi alle 21, per una durata di 5-10 minuti.
Il fatto è stato l'antenato di tutti i programmi di approfondimento politico susseguitisi nel corso degli anni su Rai 1 nella stessa fascia oraria (Batti e ribatti dal 2004 al 2005, Dopo TG1 nel 2006, Qui Radio Londra dal 2011 al 2012 e Cinque minuti dal 2023). Nel corso del programma Biagi intervistava l'uomo protagonista di uno dei fatti principali del giorno oppure apriva un dibattito fra vari personaggi su un determinato tema. Fra le interviste storiche realizzate nel programma, si ricordano quella a Marcello Mastroianni, poco prima che morisse, quella a Sophia Loren, a Roberto Benigni dopo l'Oscar del 1999, alla giudice Ilda Boccassini e ad Antonio Di Pietro dopo la sua decisione di entrare in politica.
Nel corso dei cinque anni, alle puntate quotidiane si aggiunsero delle puntate speciali, in genere due all'anno. 
A poche settimane dalle elezioni politiche del 2001, il programma fu accusato dal centrodestra di "faziosità". Al centro delle polemiche, due interviste realizzate da Biagi: una ad Indro Montanelli, nella quale il giornalista paragonò Silvio Berlusconi ad un virus, che gli italiani dovevano contrarre per sviluppare gli anticorpi, mentre un'altra a Roberto Benigni, dove il comico toscano derise la campagna elettorale della Casa delle Libertà.
Il programma fu cancellato, tra mille polemiche, in seguito all'editto bulgaro, emanato dall'allora Presidente del Consiglio Silvio Berlusconi, contro lo stesso Biagi, il giornalista Michele Santoro e il comico Daniele Luttazzi (anche le loro trasmissioni Sciuscià e Satyricon furono immediatamente espulse dai palinsesti Rai dopo le parole di Berlusconi).

## Sigla
La sigla iniziale, quella finale non era presente, era formata dai pochi secondi iniziali di Curious electric brano di Jon Anderson  e Vangelis. Lo stesso brano era già stato utilizzato per promozioni generiche in Rai e poi per la sigla di Linea diretta, altro programma dello stesso Biagi.